# Central Motor
Central Motor Co., Ltd. war ein zu Toyota gehörendes Produktionsunternehmen mit Sitz in Ōhira. Im Juli 2012 verschmolz es mit den Unternehmen Kanto Auto Works, Ltd. und Toyota Motor Tohoku Corporation zu Toyota Motor East Japan.

## Geschichte
Im September 1950 wurde das Unternehmen gegründet, nachdem das Werk Kamata geschlossen worden war, welches von Nihon Nainenki Seizō angemietet worden war.
Im Mai 1960 wurde der Betrieb in das Werk Sagamihara verlagert. Im Mai 1995 wurde das Werk Wakayanagi errichtet.
Bis August 1983 waren insgesamt 1 Million Fahrzeuge. Die nächsten Millionenmarken wurden im September 1995 und im April 2007 erreicht. Im Dezember 1991 erreichte die Jahresproduktion 100.000 Exemplare.
Im Juli 2008 wurde Central Motor eine 100%ige Tochtergesellschaft der Toyota Motor Corporation. Die Fahrzeugproduktion begann im Januar 2011 im Werk Miyagi (heute Werk Miyagi Ohira). Im Juli 2011 endete die Produktion im Werk Sagamihara.
| Modell                 | Produktionszeitraum          | Stückzahl |
| ---------------------- | ---------------------------- | --------- |
| Toyoace                | Juni 1956 – Mai 1960         | 2535      |
| Dyna                   | April 1957 – Juni 1967       | 7560      |
| Master Pickup          | April 1957 – Dezember 1970   | 43.241    |
| FS (Krankenwagen)      | Oktober 1961 – März 1971     | 1028      |
| Publica Convertible    | Oktober 1963 – Dezember 1968 | 7560      |
| Corona Pickup          | Oktober 1964 – August 1968   | 25.144    |
| Corona Mark II         | April 1968 – Juli 1974       | 43.920    |
| RH (Krankenwagen)      | April 1971 – Dezember 2000   | 3203      |
| Crown Van und Wagon    | Mai 1973 – Juli 1983         | 82.300    |
| Carina Van             | Dezember 1975 – April 1987   | 292.888   |
| MR2                    | Juni 1984 – August 1999      | 300.108   |
| Sera                   | Februar 1990 – Dezember 1995 | 15.941    |
| Raum                   | Mai 1997 – März 2011         | 332.675   |
| MR-S                   | Oktober 1999 – Juli 2007     | 78.041    |
| WiLL Vi                | Januar 2000 – Dezember 2001  | 16.649    |
| WiLL VS                | April 2001 – April 2004      | 14.985    |
| Corolla Runx und Allex | Juli 2001 – Januar 2007      | 176.033   |
| WiLL Cypha             | September 2002 – Juli 2005   | 31.856    |
| bB                     | August 2004 – Dezember 2005  | 39.173    |
| xB                     | August 2004 – Dezember 2006  | 117.854   |
| Corolla Axio           | ab Oktober 2006              |           |

## Quelle
- Toyota Motor East Japan, Inc. – History. In: toyota-ej.co.jp. 14. September 1946, abgerufen am 18. Februar 2019 (japanisch).